# Нижний Воргашор
Нижний Воргашор (устар. Воргашор) — река в России, течёт по территории Заполярного района Ненецкого автономного округа. Устье реки находится в 2 км по правому берегу реки Вонда. Длина реки составляет 15 км.
Река со сходным названием — Верхний Воргашор протекает поблизости (его бассейн находится к северо-западу от бассейна Нижнего Воргашора) и впадает в реку Шапкину справа.

## Данные водного реестра
По данным государственного водного реестра России относится к Двинско-Печорскому бассейновому округу, водохозяйственный участок реки — Печора от водомерного поста Усть-Цильма и до устья, речной подбассейн реки — бассейны притоков Печоры ниже впадения Усы. Речной бассейн реки — Печора.
В данных геоинформационной системы водохозяйственного районирования территории РФ, подготовленной Федеральным агентством водных ресурсов записана как Воргашор:
- Код водного объекта в государственном водном реестре — 03050300212103000082264
- Код по гидрологической изученности (ГИ) — 103008226
- Код бассейна — 03.05.03.002
- Номер тома по ГИ — 03
- Выпуск по ГИ — 0